# Мартин (ім'я)
Марти́н — християнське чоловіче ім'я. Походить від лат. Martinus — давньоримського когномена, утвореного від Mars, род. відм. Martis («Марс», «бог війни»). До української запозичене через грецьке (грец. Μαρτίνος) і церковнослов'янське посередництво. Жіноча форма — Мартина.
Українські зменшені форми — Мартинко, Мартинонько, Мартиночко.

## Іменини
- Григоріанський і Новоюліанський календарі:
  - 12 жовтня — Мартин Турський (православні церкви)
  - 11 листопада — Мартин Турський[3] (католицька, лютеранська, англіканська церкви; деякі православні церкви)
- Юліанський календар:
  - 25 жовтня — Мартин Турський (деякі православні церкви)

- За православним календарем (новий стиль) — 26 лютого, 6 і 27 квітня, 10 липня, 24 серпня, 5 і 25 (Мартин Турський) жовтня, 31 грудня[4].
- За католицьким календарем — 6 лютого, 20 березня, 13 квітня, 21 червня, 1, 4 (перенесення мощей Мартина Турського) і 19 липня, 24 жовтня, 3, 8, 11 (Мартин Турський) і 12 листопада, 7 грудня[5]

## Відомі носії
- Мартин Турський (317—397) — християнський святий
- Мартин I (пом. 655) — сімдесят четвертий папа Римський
- Мартин II
- Мартин III
- Мартин IV (пом. 1285) — сто вісімдесят восьмий папа Римський
- Мартин I (1356—1410) — король Арагону
- Мартин V (1368—1431) — папа римський у 1417—1431 р.р.
- Мартин Гаштольд — литовський магнат XV ст.
- Мартин Альтомонте (1657–1745) — італійський живописець
- Мартин Калиновський (пол. Marcin Kalinowski (біля 1605 — 1652) — польський державний діяч, полководець

## Інше
- Від цього імені утворена й назва птаха мартина[1].
- У деяких країнах «бабине літо» відоме як «літо Святого Мартина» (фр. été de la Saint-Martin): це пов'язане з днем пам'яті Мартина Турського, який католики святкують 11 листопада.